# Густаво Пенья
Густаво Пенья Веласко (ісп. Gustavo Peña Velasco, нар. 22 листопада 1942, Тальпа-де-Альєнде, Мексика — 19 січня 2021) — мексиканський футболіст та тренер, виступав на позиції захисника.

## Клубна кар'єра
Пенья народився в місті Тальпа-де-Альєнде, але виріс у Гвадалахарі, куди його батьки переїхали в пошуках кращих можливостей. Спочатку захопився бейсболом, почав займатися вище вказаним видом спорту під впливом свого брата Мігеля, який виступав за резервну команду місцевого клубу «Оро». У 16-річному віці приєднався до юнацької команди «Оро», але швидко потрапив до першої команди, де дебютував у 17-річному віці в поєдинку проти «Селаї». Швидко виборов місце в стартовій 11-ці, а першим великим успіхом у кар'єрі стали срібні нагороди чемпіонату Мексики сезону 1960/61 років. У сезоні 1962/63 років став переможцем чемпіонату Мексики, допомігши клубу виграти єдиний чемпіонський титул в історії «Оро». Того ж року «Оро» виграв і суперкубок країни, Чемпіон чемпіонів. У сезоні 1964/65  років разом із командою, яку очолював угорський тренер Арпад Фекете, вчергове став віце-чемпіоном Мексики. Він вважається одним з найважливіших гравців в історії команди.
Виступаючи за «Оро», Пенья іноді відправлявся в оренду до успішнішого клубу «Гвадалахара» для європейського турне, де грав з такими командами, як «Барселона», «Севілья», «Лілль» та «Вердер» (Бремен). Однак, незважаючи на інтерес керівництва «Гвадалахари», ніколи не підписував контракт з цією командою. Загалом взяв участь у тринадцяти турах по Старому континенту, а ще частіше їздив зі своїми клубами до Південної та Центральної Америки. У 1967 році за величезну суму переїхав до столичної команди «Крус Асуль», де також відразу став ключовим гравцем захисної лінії. Перейшов на початку найуспішнішого періоду в історії клубу; у сезоні 1968/69 років допоміг «Крус Асулю» разом із командою тренера Рауля Карденаса виграти чотири трофеї, чемпіонат країни, національний кубок — Кубок Мексики, суперкубок — Чемпіон чемпіонів та найпрестижніший трофей континенту — Кубок чемпіонів КОНКАКАФ. У сезоні 1969/70 років здобув титул віце-чемпіона країни і виграв другий Кубок чемпіонів, у шестимісячному сезоні сезону 1970 року втретє та востаннє в кар'єрі став чемпіоном Мексики.
У середині 1970 року Пенья повернувся у рідне місто Гвадалахара, підписавши угоду з новоствореною командою «Халіско», яка була заснована після придбання ліцензії в «Оро». Захищав кольори команди протягом наступних трьох років, але не досяг жодного успіху як на національній, так і на міжнародній арені. Згодом приєднався до команди «Монтеррей», де також провів три сезони, але, як і в «Халіско», він не зміг повторити досягнення періоду виступів за «Оро» та «Крус Асуль». Футбольну кар'єру завершив 1977 року у 36 років, захищаючи кольори одного з аутсайдерів чемпіонату Мексики «Лагуна» з міста Торреон. Описувався як талановитий центральний захисник, який також може грати на обох флангах оборони, покладаючись більше на силу та фізичний стан, ніж на техніку. Впевнений пенальтист. Його вважають однією з легенд мексиканського футболу, потрапив до списку найкращих футболістів століття Північної Америки за версією IFFHS, посівши вісімнадцяте місце.

## Кар'єра в збірній
У національній збірній Мексики дебютував під час перебування на посаді тренера Ігнасіо Трельєса, 22 березня 1961 року, в програному (0:1) матчі проти Коста-Рики у кваліфікаційному раунді чемпіонату світу 1962 року, і, незважаючи на свій молодий вік, відразу ж став основним гравцем національної збірної. Після успішної кваліфікації на чемпіонаті світу він потрапив до списку гравців для поїздки на чемпіонат світу, але в останній момент вивихнув щиколотку й через цю травму не поїхав до Чилі з рештою команди. У 1963 році тренер Арпад Фекете запросив Густаво для участі на чемпіонаті КОНКАКАФ, де Пенья провів два матчі, а його збірна посіла лише третє місце в групі, не пройшовши кваліфікацію до фінального раунду. Два роки по тому взяв участь у наступному чемпіонаті КОНКАКАФ; цього разу провів три матчі, а мексиканці виступили набагато краще, ніж раніше, не зазнавши жодної поразки в п'яти поєдинках та виграли турнір.
Першим голом за збірну відзначився з пенальті 22 червня 1966 року в товариському матчі проти Північної Ірландії (1:4). Того ж року, завдяки вдалій грі у кваліфікаційних раундах, Трельєс запросив Густаво для участі в фінальній частині чемпіонату світу в Англії. На англійських полях був капітаном та провідним гравцем своєї команди, провівши всі три матчі з першої до останньої хвилини: проти Франції (1:1), Англії (0:2) та Уругваю (0:0). На цьому турнірі мексиканці посіли третє місце в групі й не змогли пробитися до плей-оф турніру. У 1967 році взяв участь у третьому чемпіонаті КОНКАКАФ, де провів чотири матчі, а його команда зрештою посіла друге місце на турнірі.
У 1970 році тренер Рауль Карденас викликав Пенью для участі в чемпіонаті світу в Мексиці. На турнірі, як і за чотири роки до того, залишався провідним гравцем та капітаном національної збірної, також провів усі чотири матчі з першої до останньої хвилини; на груповому етапі проти СРСР (0:0), Сальвадору (4:0) та Бельгії (1:0), в якому відзначився єдиним голом із пенальті, який виявився переможним, а також у 1/4 фіналу проти Італії (1:4). Господарі турнуру мексиканці, вперше у власній історії вийшли з групи (посіли 2-ге місце), але поступилися в 1/4 фіналу. Пенья був визнаний одним з найкращих гравців того розіграшу Чемпіонату світу, завдяки чому грав у команді «Решта світу» в 1971 році (став першим мексиканцем, який удостоєний подібної можливості) у прощальному матчі Лева Яшина. Згодом виступав за національну збірну в товариських матчах та в кваліфікації до чемпіонату світу 1974 року. Однак збірна Мексики, за рахунок Гаїті, не змогла пройти кваліфікацію на чемпіонат світу. Загалом у футболці збірної за тринадцять років зіграв у 81 матчі, в якому тричі входив до списку бомбардирів. Багато років залишався рекордсменом за кількістю зіграних матчів у збірній Мексики — лише у жовтні 1996 року це досягнення перевершив Хорхе Кампос.

### Голи за збірну
Рахунок та результат збірної Мексики подано на першому місці.
| №  | Дата           | Місце                                    | Суперник          | Рахунок | Результат | Змагання             |
| -- | -------------- | ---------------------------------------- | ----------------- | ------- | --------- | -------------------- |
| 1. | 22 червня 1966 | Віндзор Парк, Белфаст, Північна Ірландія | Північна Ірландія | 1–?     | 1–4       | Товариський матч     |
| 2. | 20 жовтня 1968 | Національний стадіон, Ліма, Перу         | Перу              | 2–3     | 3–3       | Товариський матч     |
| 3. | 11 червня 1970 | Ацтека, Мехіко, Мексика                  | Бельгія           | 1–0     | 1–0       | Чемпіонат світу 1970 |

## Кар'єра тренера
Тренерську діяльність розпочав одразу по завершенні кар'єри гравця, у вересні 1977 року призначений виконувачем обов'язків головного тренера клубу вищого дивізіону чемпіонату Мексики «Тампіко». За підсумками групового етапу сезону 1977/78 років посів високе друге місце, а в плей-оф дійшов з командою до півфіналу. По завершенні сезону, тим не менше, прийняв пропозицію очолити «Леонес Негрос», яким керував ще рік, але особливих успіхів з командою не мав. Окрім цього, 10 вересня 1979 року тимчасово виконував обов'язки головного тренера збірної Месики в матчі проти Іспанії, який мексиканці виграли з рахунком 1:0 завдяки голу Мануеля Гілльєна. З вересня по листопад 1979 року тренував свій колишній клуб, «Монтеррей». Також двічі повертався на тренерський місток «Тампіко», який займав спочатку майже увесь 1981 рік, а потім з березня по травень 1983 року, але без особливих досягнень. Згодом тренував нижчолігові мексиканські клуби, у тому числі й четвертоліговий «Ладріллерос де Тлахомулко».
Виховав 7 синів, син Луїс Феліпе Пенья пішов стопами батька й протягом 7 років виступав на професіональному рівні в мексиканському Прімера Дивізіоні.

## Досягнення

### Клубні
«Оро»
- Прімера Дивізіон Мексики
  -  Чемпіон (1): 1963

- Чемпіон чемпіонів
  -  Володар (1): 1963

«Крус Асуль»
- Прімера Дивізіон Мексики
  -  Чемпіон (2): 1969, 1970

- Кубок Мексики
  -  Володар (1): 1969

- Чемпіон чемпіонів
  -  Володар (1): 1969

- Кубок чемпіонів КОНКАКАФ
  -  Володар (2): 1969, 1970

### У збірній
- Чемпіонат націй КОНКАКАФ
  -  Володар (1): 1965
  - Срібний призер (1): 1967

- Учасник чемпіонату світу (2): 1966, 1970

### Особисті
- Футболіст року в Мексиці (2): 1968, 1970